# プレスカヴィツァ
プレスカヴィツァ（セルビア語キリル・アルファベット: пљескавица、発音: [pʎɛ̂skaʋitsa]）は、豚肉、牛肉、羊肉とスパイスを混ぜ合わせて作った肉のパテを焼いた料理でセルビアの郷土料理。ボスニア・ヘルツェゴビナ、クロアチア、モンテネグロ、北マケドニアでも人気がある。
玉ねぎ、 カイマク（ミルククリーム）、アイバル（ソース）、ウルネベ（スパイシーなチーズのサラダ）を添えたメイン料理として、サイドディッシュとして、あるいはレピーニャ（フラットブレッド）に挟んだハンバーガーのような形で提供される 。近年、プレスカヴィツァはヨーロッパの他の地域で人気を博し、ドイツ、スウェーデン、オーストリアでは専門のファーストフード店で提供されていることもある。種類としては玉ねぎの入った非常にスパイシーな「レスコヴァツプレスカヴィツァ」（Leskovačka pljeskavica）、カシュカヴァルチーズを詰めた「シャルプレスカヴィツァ」（Šarska pljeskavica） 、牛肉とスモークされた豚肉で作った「ハイデュクプレスカヴィツァ」（Hajdučka pljeskavica）、「ヴラニェプレスカヴィツァ」（Vranjanska pljeskavica）などがある 。
「レスコヴァツプレスカヴィツァ」はセルビアで最も有名なプレスカヴィツァであり、セルビア南部の街レスコヴァツに由来する。レスコヴァツではレスコヴァツ・グリルフェスティバルが毎年開かれ、2016年には63kgの世界最大のプレスカヴィツァが作られた 。